# 안드로이드용 우분투
안드로이드용 우분투(영어: Ubuntu for Android)는 안드로이드 기반 휴대용 장치에서 작동하는 자유 오픈 소스 우분투의 변형판이다. 안드로이드용 우분투는 모바일 월드 콩그레스(MWC) 2012에서 선보였으며, 몇몇 스마트폰에서는 선탑재되어 출시될 것으로 예상되었다.

2014년 4월 29일 안드로이드용 우분투의 개발과 출시가 취소되었다.

## 특징
- 우분투와 안드로이드는 동시에 작동되며, 안드로이드 앱은 우분투 데스크톱에서 사용할 수 있다. 이것은 우분투와 안드로이드가 같은 커널 (리눅스)을 공유하기 때문이다.
- 기기가 데스크톱 모니터에 연결되면, 표준 우분투 데스크톱 인터페이스를 보여준다.
- 기기가 TV에 연결되면, 우분투 TV 인터페이스를 체험할 수 있다.
- 선더버드, VLC, 크로미엄 같은 표준 우분투 데스크톱 앱을 돌릴 수 있다.
- 데스크톱에서 바로 전화를 걸거나 받을 수 있으며 SMS도 가능하다.
- 안드로이드용 우분투는 2013년 하반기쯤 몇몇 스마트폰에 탑재되어 출시될 예정이다.
- 현재 공개된 최소 사양은 저사양 (엔트리)폰의 경우 ARM 1GHz 코텍스A9 프로세서와 512MB~1GB 메모리, 4~8GB eMMC 플래시와 외장 SD 카드 등이고, 데스크톱 컨버전스를 사용할 수 없다고 되어있다.
- 고사양 (하이엔드) 스마트폰의 경우ARM 쿼드코어 A9이나 인텔 아톰, 최소 1GB 메모리, 최소 32GB 플래시와 외장 SD카드 등을 요구한다.

## 같이 보기
- 우분투
- 우분투 터치
- 우분투 TV